# ساول ویگوپوا
ساول ویگوپوا (انگلیسی: Saul Weigopwa؛ زادهٔ ۱۴ ژوئن ۱۹۸۴) ورزشکار دو و میدانی اهل نیجریه است.
وی در مسابقات کشوری و بین‌المللی در مجموع برندهٔ ۱ مدال برنز شده‌است.